# Obdammermolen
De Obdammermolen is een poldermolen in Obdam. Hij bemaalt samen met een gemaal de Polder Obdam op de Raaksmaatsboezem.
Het gebied van de huidige polders Obdam, Hensbroek, de Wogmeer, en Ursem, vormde in de 16e eeuw al een watergemeenschap. In 1659 scheidde Obdam zich af, waarna de huidige polder ontstond. De polder is in de begintijd met drie, en later met twee molens bemalen. Al in 1877 werd ter versterking van de bemaling een stoomvijzelgemaal gebouwd.
De zuidelijke molen is in 1890 afgebroken, maar de Obdammermolen is nog tot 1970 in bedrijf gebleven. In 1936 werd hij als eerste Noord-Hollandse poldermolen voorzien van Bilauwieken op beide roeden. De vijzel van de molen is in 1975 wel aangepast aan het verlaagde polderpeil, en daardoor maalt de molen nog steeds af en toe.
In 2001 is de molen van het waterschap West-Friesland in eigendom overgegaan naar Stichting De Westfriese Molens.
Deze bewoonde molen is niet te bezoeken.